# Sebastian Chacon
Sebastian Chacon és un actor estatunidenc conegut pel seu paper de Fly Rico a la sèrie de Showtime Penny Dreadful: City of Angels.
Va néixer a la ciutat de Nova York, de pare colombià i mare equatoriana. Va començar a actuar quan era petit i va estudiar interpretació a la Universitat de Nova York. El seu primer treball interpretatiu va ser al programa de Netflix The Get Down, on feia d'extra però el seu aspecte i roba van cridar l'atenció del director, que li va oferir un paper d'actor. Ocasionalment ha actuat al teatre. Ha participat en episodis puntuals de sèries de televisió com ara Madam Secretary, Mr. Robot o Narcos.
Va interpretar el paper de Fly Rico, un mexicanoamericà que forma part de la banda dels "pachuco" al Los Angeles de la dècada de 1930, a la sèrie Penny Dreadful: City of Angels. Va estudiar la cultura "pachuco" abans d'interpretar aquest personatge i es va inspirar en el poema de José Montoya "El Louie", que parlava d'un heroi "pachuco" elegant i admirat però que només és conegut a la seva comunitat i acaba morint sol.
El 2020 també va unir-se al repartiment de la sèrie musical dramàtica d'Amazon Daisy Jones & The Six com a personatge regular. Hi interpreta el bateria del grup, Warren Rhoades, que és un amant de la diversió i peça clau del grup que, a diferència d'altres membres del grup, no perd la perspectiva i recorda els seus orígens humils. Va practicar amb una bateria elèctrica per aquest paper.
És contrari a la retòrica i polítiques immigratòries del president Donald Trump.

## Filmografia[5]
| Any  | Títol                          | Paper                 | Notes                                                        |
| ---- | ------------------------------ | --------------------- | ------------------------------------------------------------ |
| 2014 | Rolling                        | Stephen               | Curtmetratge                                                 |
| 2015 | Solace                         | Reinaldo              | Curtmetratge                                                 |
| 2016 | Madam Secretary                | Ken                   | Episodi: "Higher learning"                                   |
| 2016 | La sangre en nuestras venas    | Daniel Rojas          | Curtmetratge                                                 |
| 2016 | Mr. Robot                      | Tad                   | Episodi: "eps2.0_unm4sk-pt1.tc"                              |
| 2016 | The Get Down                   | Stevie Boy            | Episodi: "Where There Is Ruin, There Is Hope for a Treasure" |
| 2016 | Gotham                         | Whiny Red Hood        | Episodi: "Mad City: Anything for You"                        |
| 2016 | Elementary                     | Rentaplats            | Episodi: "Ill Tidings"                                       |
| 2017 | Still Grove                    | Darrel                | Curtmetratge                                                 |
| 2017 | Narcos                         | Rico                  | Episodi: "Best Laid Plans"                                   |
| 2017 | Happy!                         | Paramèdic 2           | Episodi: "Saint Nick"                                        |
| 2017 | Crash & Burn                   | JR Lopez              | Telefilm                                                     |
| 2018 | Chicago Fire                   | Aaron                 | Episodi: "Slamigan"                                          |
| 2018 | Deception                      | Frait                 | Episodi: "Masking"                                           |
| 2018 | Pose                           | Pito                  | Episodis: "Pink Slip" i "Pilot"                              |
| 2018 | Beautiful Women Live by Night  | Estafador de carrer 1 | Curtmetratge                                                 |
| 2019 | Unbreakable Kimmy Schmidt      | Diego                 | Episodi: "Sliding Van Doors"                                 |
| 2019 | Radio Killer                   | Eric                  | Curtmetratge                                                 |
| 2019 | Tales of the City              | Lucas                 | Episodi: "Three of Cups", "Rainbow Warriors" i "Happy, Now?" |
| 2019 | The Code                       | PFC Mason             | Episodi: "Secret Squirrel"                                   |
| 2020 | Penny Dreadful: City of Angels | Fly Rico              | 8 episodis                                                   |
| 2022 | Daisy Jones & The Six          | Warren Rhodes         | En postproducció, 12 episodis                                |

| Any  | Títol                   | Paper                      | Notes        |
| ---- | ----------------------- | -------------------------- | ------------ |
| 2017 | Contents Under Pressure | Andre                      | Protagonista |
| 2018 | Puzzle                  | Treballador de Puzzlemania |              |
| 2019 | Angelfish               | Ricky                      |              |
| 2022 | Emergency               | Carlos                     |              |